# Kirsten Bolm
Kirsten Bolm (Frechen, 4 maart 1975) is een voormalige Duitse atlete, die zich in de 100 m horden had gespecialiseerd. Ze werd wereldkampioene bij de junioren en won diverse nationale titels bij de senioren. Ze nam eenmaal deel aan de Olympische Spelen, maar strandde bij die gelegenheid in de halve finale.

## Biografie

### Jeugd
Bolm groeide op in Scheeßel, waar ze in 1985 lid werd van de TV Scheeßel. In 1991 veroverde zij haar eerste nationale titels bij de junioren op de horden en bij het verspringen. Het jaar daarop deed zij voor het eerst internationaal van zich spreken met een vijfde plaats op de 100 m horden bij de wereldkampioenschappen voor junioren in Seoel. In 1994 boekte zij op dezelfde kampioenschappen in Lissabon haar eerste succes door op de 100 m horden goud te veroveren. In 13,26 s bleef ze de Amerikaanse LaTasha Colander (zilver; 13,30) en Britse Diane Allahgree (brons; 13,13) voor. Bovendien eindigde zij in Lissabon als vijfde bij het verspringen.

### Senioren
In 2000 werd Kirsten Bolm voor het eerst Duitse kampioene bij de senioren op de 100 m horden. Hierna zouden nog vele titels volgen. Twee jaar later won ze een zilveren medaille op de Europese indoorkampioenschappen in Wenen. In 2004 vertegenwoordigde ze Duitsland op de Olympische Spelen van 2004 in Athene. Hierbij sneuvelde ze in de halve finale. Op 2 juli 2005 liep ze in Londen op het onderdeel 100 m horden in 12,59 de snelste Duitse tijd sinds 18 jaar. In 2007 won ze een bronzen medaille op de EK indoor in Birmingham.
Nadat ze zich vanwege een blessure niet had kunnen kwalificeren voor de Olympische Spelen van 2008, zette Kirsten Bolm in september 2008 een punt achter haar actieve atletiekloopbaan. Sindsdien concentreerde zij zich op haar studie psychologie aan de universiteit van Heidelberg, die ze in 2009 met succes afrondde.
Bolm was aangesloten bij MTG Mannheim.

## Titels
- Duits kampioene 100 m horden: 2000, 2001, 2002, 2004, 2005, 2006
- Duits indoorkampioene 60 m horden: 2002, 2005, 2006, 2007
- Wereldkampioene U20 100 m horden: 1994

## Persoonlijke records
Outdoor
| Onderdeel    | Prestatie          | Datum            | Plaats |
| ------------ | ------------------ | ---------------- | ------ |
| 100 m horden | 12,59 s (+0,4 m/s) | 22 juli 2005     | Londen |
| verspringen  | 6,45 m (0,0 m/s)   | 22 april 2000    | Provo  |
| hoogspringen | 1,81 m             | 9 september 2000 | Lage   |

Indoor
| Onderdeel   | Prestatie | Datum           | Plaats       |
| ----------- | --------- | --------------- | ------------ |
| 60 m        | 7,41 s    | 19 januari 2002 | Sindelfingen |
| 200 m       | 24,05 s   | 19 januari 2002 | Sindelfingen |
| 60 m horden | 7,89 s    | 9 maart 2002    | Glasgow      |
| verspringen | 6,50 m    | 10 maart 2000   | Fayetteville |

## Prestaties

### Kampioenschappen
| Jaar | Wedstrijd            | Plaats      | Resultaat | Extra        |
| ---- | -------------------- | ----------- | --------- | ------------ |
| 1992 | WK U20               | Seoel       | 5e        | 100 m horden |
| 1994 | WK U20               | Lissabon    | 1e        | 100 m horden |
| 1994 | WK U20               | Lissabon    | 5e        | verspringen  |
| 2002 | EK indoor            | Wenen       | 2e        | 60 m horden  |
| 2005 | EK indoor            | Madrid      | 3e        | 60 m horden  |
| 2005 | WK                   | Helsinki    | 4e        | 100 m horden |
| 2005 | Wereldatletiekfinale | Monte Carlo | 8e        | 100 m horden |
| 2006 | WK indoor            | Moskou      | 5e        | 60 m horden  |
| 2006 | EK                   | Göteborg    | 2e        | 100 m horden |
| 2006 | Wereldatletiekfinale | Stuttgart   | 8e        | 100 m horden |
| 2007 | EK indoor            | Birmingham  | 3e        | 60 m horden  |

### Golden League-podiumplaatsen
| Jaar | Wedstrijd | Plaats  | Resultaat | Extra        | Tijd    |
| ---- | --------- | ------- | --------- | ------------ | ------- |
| 2005 | ISTAF     | Berlijn | 3e        | 100 m horden | 12,81 s |